# Пол Гамільтон (футболіст)
Пол Гамільтон (англ. Paul Hamilton, 31 липня 1941, Асаба-Аса — пом. 30 березня 2017, Лагос) — нігерійський футболіст, що грав на позиції захисника. Відомий за виступами в клубі НЕПА та у складі національної збірної Нігерії. По завершенні ігрової кар'єри — тренер, тренував як національну чоловічу, так і жіночу збірну Нігерії.

## Біографія
Пол Гамільтон народився в місті Асаба-Аса. На клубному рівні він грав у складі команди НЕПА з Лагоса з 1961 до 1975 року. Тривалий час також грав у складі національної збірної Нігерії. У складі збірної Гамільтон брав участь у дебютному для збірної Кубку африканських націй 1963 року, на якому нігерійська збірна зайняла третє місце в груповому турнірі, та Олімпійських іграх 1968 року у Мехіко, на яких нігерійська збірна не зуміла вийти з групи.
Після завершення виступів на футбольних полях Пол Гамільтон став футбольним тренером. У 1989 році він очолював національну збірну Нігерії, проте не зумів вивести її на чемпіонат світу 1990 року, та покинув посаду. Після цього Гамільтон очолив жіночу збірну Нігерії, з якою брав участь у чемпіонатах світу 1991 та 1995 років.
В останні роки життя Пол Гамільтон важко хворів. Помер нігерійський футболіст і тренер 30 березня 2017 року.